# Sitticus inopinabilis
Sitticus inopinabilis är en spindelart som beskrevs av Dmitri Viktorovich Logunov 1992. Sitticus inopinabilis ingår i släktet Sitticus och familjen hoppspindlar. Inga underarter finns listade i Catalogue of Life.